# Ruschianthemum
Ruschianthemum là chi thực vật có hoa trong họ Aizoaceae.